# Артвинская ящерица
Артвинская я́щерица, или ящерица Дерюгина (лат. Darevskia derjugini) — вид ящериц из семейства настоящих ящериц. Названа в честь российского зоолога К. М. Дерюгина.

## Внешний вид
Длина тела до 6,5 см. Хвост почти вдвое длиннее, достигая 10 см. Голова не уплощена, в отличие от некоторых других скальных ящериц. На спине чешуя более или менее округлая. Может быть гладкой или со слабыми рёбрышками в задней части туловища. По нижней стороне бёдер проходит короткий ряд из 6 — 12 бедренных пор, который далеко не доходит до колена.
Верхняя сторона тела коричневая с мелкими тёмными пятнышками и, иногда, нерезкой тёмной полосой вдоль позвоночника. По бокам тянутся широкие тёмные полосы с зубчатым краем. У некоторых особей на боках могут присутствовать светлые пятна. От основания бёдер по бокам хвоста проходят светлые полосы. Нижняя сторона тела у самцов зеленоватое с голубыми пятнышками на крайних брюшных щитках, а у самок — желтоватое. Верхняя часть задней половины хвоста ювенильных особей окрашена в бирюзово-голубой цвет.

## Распространение
Обитает на Кавказе в западной и северо-восточной Грузии (включая Абхазию и Аджарию), северо-западном Азербайджане, северо-восточной Турции и на юго-западе Краснодарского края в России.

## Образ жизни
Населяет преимущественно хвойные и широколиственные леса, хотя может удаляться на 100—150 м в субальпийские луга. Предпочитает опушки лесных полян, края лесных дорог и просек, долины рек. Часто встречается на окраинах горных поселений. Норы не роет. Прячется под корнями деревьев и кустарников, в пнях, кучах хвороста и норах грызунов. Зимовка длится с конца августа — сентября по середину февраля — начало апреля. Первыми весной появляются самцы и неполовозрелые ящерицы. Спаривание происходит в мае. В июне—июле самки откладывают по 4—8 яиц. В конце июля — августе из них выходят детёныши длиной 2—2,5 см. Продолжительность жизни 5—6 лет. Питаются ящерицы мелкими жуками, цикадками, муравьями, двукрылыми, саранчовыми, пауками, многоножками, моллюсками и дождевыми червями.

## Природоохранный статус
Артвинская ящерица испытывает значительное снижение численности вследствие деградации мест обитания. В связи с этим Международный союз охраны природы присвоил ей статус «Близкой к уязвимому положению».
Занесена в Красные книги Адыгеи и Краснодарского края.

## Классификация
Выделяют 6 подвидов артвинской ящерицы:
- Darevskia derjugini abchasica (Bischoff, 1982) — обитает в Абхазии;
- Darevskia derjugini barani (Bischoff, 1982) — распространён на побережье Чёрного моря от Батуми до Турции;
- Darevskia derjugini boehmei (Bischoff, 1982) — известна с крайнего запада Большого Кавказа;
- Darevskia derjugini derjugini (Nikolsky, 1898) — номинативный подвид, обитающий в Турции.
- Darevskia derjugini orlowae (Bischoff, 1982) — обитает в Грузии;
- Darevskia derjugini silvatica (Bartenev & Reznikova, 1931) — распространена в предгорной и горной частях Краснодарского края.